# Galeottia grandiflora
Galeottia grandiflora là một loài thực vật có hoa trong họ Lan. Loài này được A.Rich. mô tả khoa học đầu tiên năm 1845.

## Hình ảnh

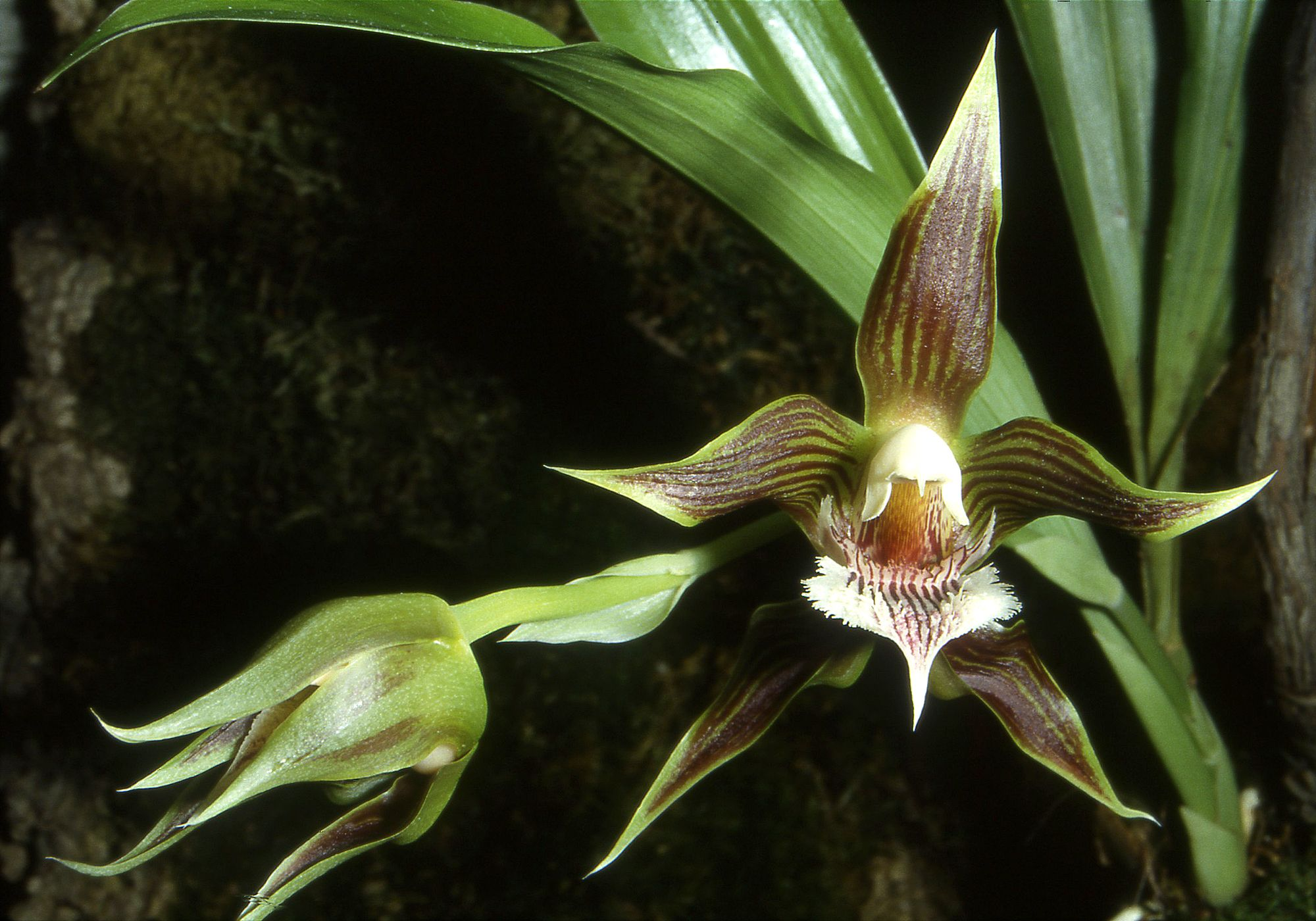